# Camptocerus
Camptocerus är ett släkte av skalbaggar. Camptocerus ingår i familjen vivlar.

## Dottertaxa tillCamptocerus, i alfabetisk ordning[1]
- Camptocerus aeneipennis
- Camptocerus angustior
- Camptocerus aquilus
- Camptocerus aterrimus
- Camptocerus auricomus
- Camptocerus boliviae
- Camptocerus charpentierae
- Camptocerus cinctus
- Camptocerus costatus
- Camptocerus hirtipennis
- Camptocerus infidelis
- Camptocerus inoblitus
- Camptocerus latipilis
- Camptocerus major
- Camptocerus morio
- Camptocerus niger
- Camptocerus nigricans
- Camptocerus occidentalis
- Camptocerus opacicollis
- Camptocerus orientalis
- Camptocerus quadridens
- Camptocerus rectus
- Camptocerus seriatus
- Camptocerus squammiger
- Camptocerus striatulus
- Camptocerus suturalis
- Camptocerus tectus
- Camptocerus terebrator
- Camptocerus uniseriatus